# جمال ماغلوار
جمال ماغلوار مواليد 21 مايو 1978 في تورونتو، هو لاعب كرة سلة كندي سابق تحول إلى التدريب بعد الاعتزال بدأ مسيرته الاحترافية في سنة 2000 يدرب فريق تورونتو رابتورز في الرابطة الوطنية لكرة السلة. يبلغ طوله 6 قدم 11 بوصة (2.1 م). اعتزل اللعب في 2012.

## فرق لعب لها
- نيو أورلينز بيليكانز
- ميلووكي باكز
- بورتلاند ترايل بلايزرز
- بروكلين نتس
- دالاس مافيريكس
- ميامي هيت
- تورونتو رابتورز

## روابط خارجية
- جمال ماغلوار على موقع إن بي أي (الإنجليزية)
- جمال ماغلوار على موقع سبورتس رفرنس (الإنجليزية)
- جمال ماغلوار على موقع كرة السلة الأوروبية.كوم (الإنجليزية)
- جمال ماغلوار على موقع إي إس بي إن.كوم (الإنجليزية)
- جمال ماغلوار على موقع كلية كرة السلة في سبورتس رفرنس.كوم (الإنجليزية)
- جمال ماغلوار على موقع ريلجم (الإنجليزية)
- جمال ماغلوار على موقع بروبوليرز (الإنجليزية)
- جمال ماغلوار على موقع سبورتس رفرنس (الإنجليزية)